# Bitwa o Panamę
Bitwa o Panamę – starcie zbrojne, które miało miejsce 27 stycznia 1671 pomiędzy piratami dowodzonymi przez Henry’ego Morgana a hiszpańską załogą Panamy dowodzoną przez prezydenta audiencji panamskiej.

## Prolog
Panama należała w XVII w. do najbogatszych miast Wicekrólestwa Peru i całego Nowego Świata. Hiszpanie czerpali z tej posiadłości olbrzymie zyski, gdyż krzyżowały się tam szlaki handlowe i istniały ogromne złoża srebra. Miasto było położone nad Pacyfikiem, w tzw. Złotej Kastylii, dzięki czemu stosunkowo łatwo przewożono towary z Morza Karaibskiego nad Ocean Spokojny i z powrotem i nie obawiano się ataków piratów lub innych wrogich sił (głównie Anglii).
Tę pewność siebie Hiszpanów postanowił wykorzystać jeden z najsławniejszych piratów Karaibów – Henry Morgan. W końcu 1670 zebrał on 36 statków pirackich (angielskich i francuskich) – była to największa flota piracka w historii – i 16 grudnia wypłynął z Haiti w kierunku wysepki Santa Catalina (w archipelagu Wysp Świętego Andrzeja).

## Szlak do Panamy
Na Santa Catalinie flota Morgana, po krótkich negocjacjach z miejscowym garnizonem, zajęła wyspę i dozbroiła się w 40 armat, muszkiety i zapas amunicji. Następnie część pirackich sił w sile 5 okrętów pod dowództwem kapitana Josepha Bradleya popłynęła do ujścia rzeki Chagres, która była najszybszą drogą wiodącą do Panamy. Ujścia bronił silnie umocniony fort San Lorenzo (przy nadmorskiej osadzie Chagres, ale po dwudniowej walce, piraci zdobyli umocnienia. W czasie walk poległo ok. 300 Hiszpanów oraz 100 bukanierów, a po kilku dniach Bradley zmarł z powodu odniesionych ran.
11 stycznia główne siły wraz z Morganem wypłynęły w górę Chagres, a po kilku dniach rozpoczęto marsz przez zalesione wzgórza. Przez cały ten czas ekspedycji doskwierał znaczny głód, gdyż mieszkańcy lokalnych wiosek opuszczali swoje domostwa zabierając całą żywność. Jednak 19 stycznia piratom po uciążliwym marszu udało się wyjść nad wybrzeże Pacyfiku i stanąć w pobliżu Panamy.

## Bitwa
20 stycznia siły Morgana wymaszerowały na pozycje na polach przed miastem, gdzie rozlokowała się armia hiszpańska: dwa szwadrony kawalerii, cztery regimenty piechoty oraz stado bydła dla rozproszenia napastników. Piraci podzielili się z kolei na cztery formacje: awangardę złożoną z francuskich strzelców wyborowych, skrzydła oraz ariergardę, które składały się z Anglików.
Bitwę rozpoczęła szarża hiszpańskiej kawalerii, ale wobec grząskiego gruntu (kilkudniowe opady przed bitwą) konie musiały zwolnić, a salwy francuskich bukanierów załamały ostatecznie ten atak. W tym momencie do ataku ruszyła królewska piechota, próbując osłaniać odwrót kawalerii, ale z kolei dostała się pod ostrzał piratów zgrupowanych na skrzydłach. Ostatnią próbą zmiany losu bitwy było wypuszczenie na tyłach napastników stada bydła, ale również to zakończyło się niepowodzeniem. Celny ogień piratów zmusił stado do rozproszenia się w kilku kierunkach. W tej sytuacji resztki hiszpańskich sił wycofały się do miasta, a piraci rozpoczęli przygotowania do szturmu.
Jeszcze tego samego dnia Henry Morgan przypuścił decydujący atak. Hiszpanie byli dobrze ufortyfikowani i zadali piratom znaczne straty z armat, ale w ciągu kilku godzin piraci zmusili obrońców do wycofania się z miasta. Niezdobyta Panama została zajęta, ale mieszkańcy zdążyli przed napaścią zbiec i ukryć większość wartościowych rzeczy.

## Po bitwie

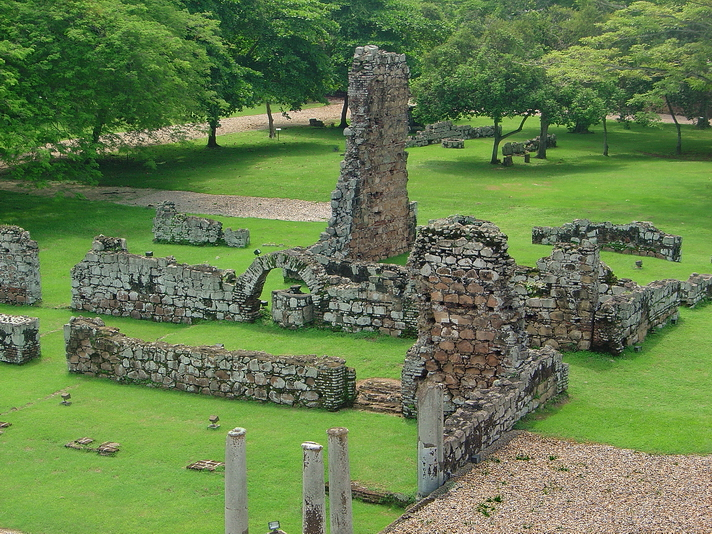
Pozostałości panamskiej katedry spalonej przez piratów Henry Morgana

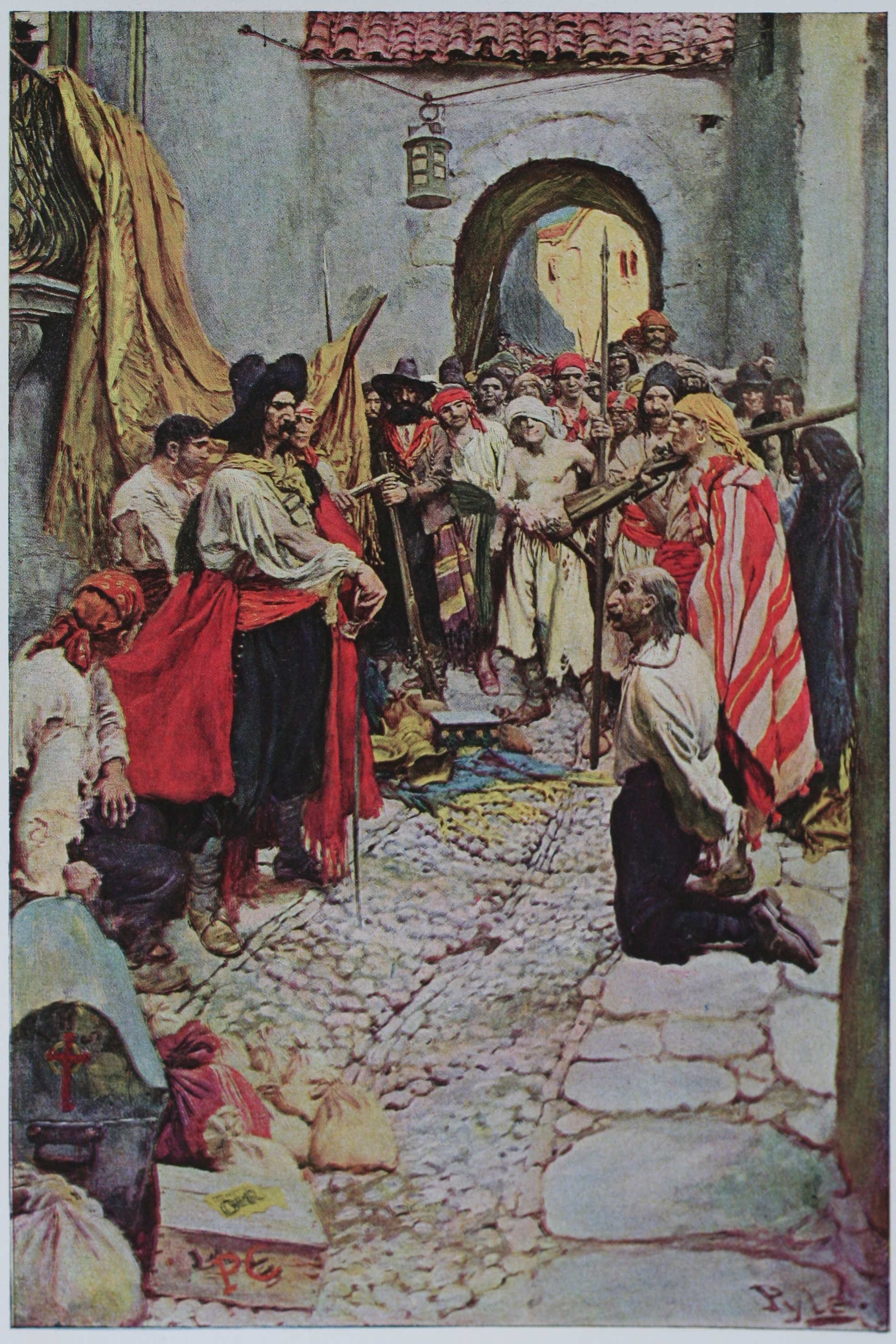
Piraci z łupami w zdobytym mieście na obrazie Howarda Pyle'a

Piraci splądrowali zdobyte miasto, a następnie na rozkaz Morgana spalili je. Według przekazu pożar szalał przez 4 tygodnie i strawił ponad 5 tys. budynków i magazynów. Zgliszcza Panamy zaś ponownie przeszukano i ogołocono z przeoczonych wcześniej kosztowności. Mimo że w spalonym mieście przepadło wiele nieraz bezcennych kosztowności, klejnotów i dzieł sztuki, to łączny łup wyniósł ok. 155 tys. ówczesnych funtów szterlingów (w 1990 ok. 25 575 000 dolarów według wartości funta z 1790, a uwzględniając procesy inflacyjne od XIX wieku, obecnie byłoby to jeszcze więcej).
Kilka tygodni po zdobyciu miasta i zgromadzeniu dóbr, piraci wrócili na wybrzeże, jednak Morgan zagarnął większość skarbu i uciekł z nim na Jamajkę. Ponieważ nigdy nie udało się odnaleźć nawet części zagarniętego majątku, zaczęły krążyć plotki, że kapitan ukrył go gdzieś po drodze lub nawet w bardziej odległym rejonie Karaibów. Sam pirat zaś został w 1672 aresztowany i krótko więziony w Anglii, ponieważ ataku na Panamę dopuścił się już po zawarciu traktatu pokojowego pomiędzy Hiszpanią i Anglią.
Panama została odbudowana – jako tzw. Panama Nuevo – w 1674, w pobliżu opuszczonych zgliszczy (odtąd zwanych Panama La Vieja), ale już nigdy nie odzyskała w pełni swojej pozycji sprzed 1671.
W 1927 w podziemiach ruin kościoła Świętego Jana w Panamie odkryto kilka skrzyń z kosztownościami, które być może zostały tam ukryte przed napaścią piratów.

## Największe okręty floty Henry’ego Morgana
| Nazwa okrętu                 | Kapitan                 | Wyporność (t) | Uzbrojenie (armaty) | Załoga | Bandera    |
| Satisfaction (okręt flagowy) | Henry Morgan            | 120           | 22                  | 140    | Royal Navy |
| Ste Catherine                | Tribetor                | 100           | 14                  | 110    |            |
| Civillian                    | John Erasmus            | 80            | 12                  | 75     | Royal Navy |
| Ste Peter                    | Pearse Hantol           | 80            | 10                  | 90     |            |
| Galliardena                  | Gascoine                | 80            | 10                  | 80     |            |
| Ste John                     | Diego                   | 80            | 10                  | 80     |            |
| May-Flower                   | Joseph Bradley †        | 70            | 14                  | 100    | Royal Navy |
| John of Vaughall             | John Pyne               | 70            | 6                   | 60     | Royal Navy |
| Dolphin                      | John Morris             | 60            | 10                  | 60     | Royal Navy |
| Constant                     | Thomas Coone Leloramell | 60            | 6                   | 40     | Royal Navy |